# Bandera de la provincia de San Juan
La bandera de la provincia de San Juan, en Argentina fue creada el 17 de diciembre de 2018, por decisión del gobernador Sergio Uñac.

## Simbología
Se tomó como modelo la bandera que llevó la columna del Ejército de los Andes, en la cordillera de los Andes que fue formada por sanjuaninos: la IV División al mando del comandante en Armas teniente coronel Juan Manuel Cabot. 
Tiene, por ley, un tamaño de 1,70 metros por 1 metro, medidas de las banderas de ceremonia. Su base son las franjas azul celeste y blanca de la bandera de Argentina, de 0,25 metros las celestes y 0,40 metros la blanca que va en el medio.
El anverso de la bandera de San Juan presenta, en la parte central, el escudo de dicha provincia que debe tener las características aprobadas en 1962. Este escudo está rodeado por la frase "En Unión y Libertad". El sol incaico del escudo posee 64 rayos de longitud variada. El reverso de la bandera, lleva pintado o bordado un sol radiante de color amarillo pálido, con 32 rayos. Su tamaño no puede ser mayor que el del escudo que está del otro lado. Esta diferencia entre el anverso y reverso hace de la bandera de la San Juan una de las pocas del mundo con esa característica.

Bandera utilizada desde 1997 hasta 2018.

Reverso de la bandera utilizada desde 1997 hasta 2018.